# Ocimeae
Ocimeae es una tribu de plantas fanerógamas perteneciente a la familia Lamiaceae, subfamilia Nepetoideae. El género tipo es Ocimum L.

## Subtribus
- Hanceolinae – Hyptidinae – Isodoninae – Lavandulinae – Ociminae – Plectranthinae – Siphocranioninae

## Géneros
- Aeollanthus – Alvesia – Anisochilus – Asterohyptis – Basilicum – Becium – Benguellia – Cantinoa – Capitanopsis – Capitanya – Catoferia – Ceratanthus – Condea – Dauphinea – Endostemon – Eriope – Eriopidion – Erythrochlamys – Fuerstia – Geniosporum – Gymneia – Hanceola – Haumaniastrum – Hemizygia – Holostylon – Hoslundia – Hypenia – Hyptidendron – Hyptis – Isodictyophorus – Isodon – Lavandula – Leocus – Limniboza – Marsypianthes – Mesona – Mesosphaerum – Neohyptis – Ocimum – Octomeron – Oocephalus – Orthosiphon – Perrierastrum – Platostoma – Plectranthus – Pycnostachys – Rhaphiodon – Siphocranion – Solenostemon – Symphostemon – Syncolostemon – Tetradenia – Thorncroftia[1]